# Rachelany
Rachelany (lit. Rakelija) – wieś w Polsce położona w województwie podlaskim, w powiecie sejneńskim, w gminie Sejny. Leży nad granicą z Litwą.
Według Pierwszego Powszechnego Spisu Ludności z 1921 roku wieś Rachelany liczyła 15 domów i 85 mieszkańców (52 kobiety i 33 mężczyzn). Wszyscy mieszkańcy miejscowości zadeklarowali wówczas wyznanie rzymskokatolickie. Jednocześnie większość mieszkańców wsi, w liczbie 76 osób, podała narodowość litewską, a pozostałe 9 osób podało narodowość polską. W okresie dwudziestolecia międzywojennego Rachelany znajdowały się w gminie Berżniki.
W latach 1975–1998 miejscowość administracyjnie należała do województwa suwalskiego.